# Joseph Emerson Worcester
Joseph Emerson Worcester, född den 24 augusti 1784, död den 27 oktober 1865, var en amerikansk lexikograf.
Worcester författade bland annat Sketches of the earth and its inhabitants (2 band, 1823), Pronouncing and explanatory dictionary (1830), Universal and critical dictionary of the english language (1846) och Dictionary of the english language (1860). Han var 1881–1843 utgivare av American almanac.